# یواس‌اس ایلینوی (اس‌اس‌ان-۷۸۶)
یواس‌اس ایلی‌نوی (اس‌اس‌ان-۷۸۶) (به انگلیسی: USS Illinois (SSN-786)) یک زیردریایی است که طول آن 114.9 meters (377 feet) می‌باشد.